# Mont Fleuri

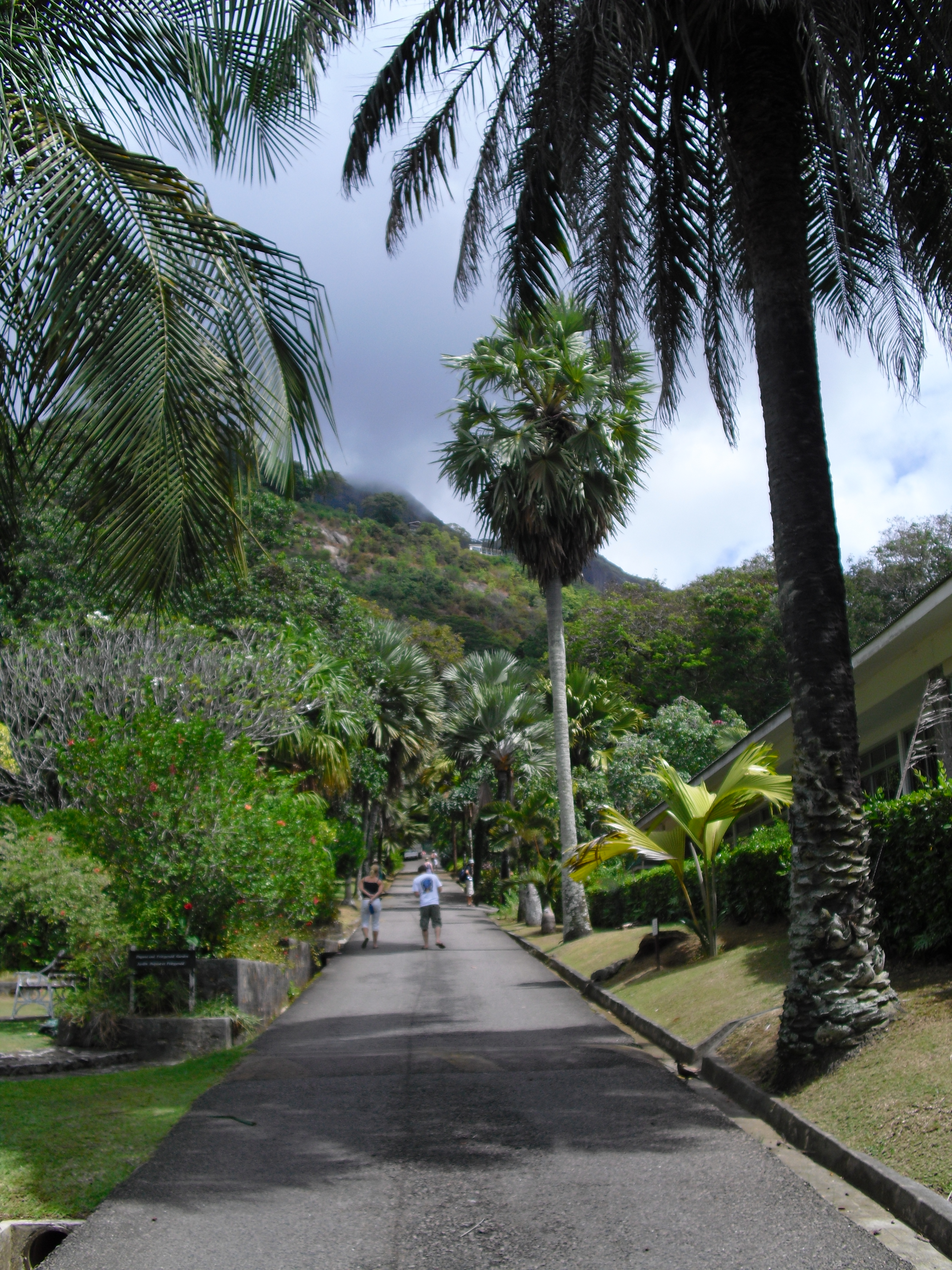
Eingangsbereich zum Botanischen Garten, rechts im Bild die Gebäude des Umweltministeriums

Mont Fleuri ist einer der 25 Verwaltungsbezirke der Seychellen. Der Distrikt bildet einen Teil der Hauptstadt Victoria und liegt südlich des Stadtzentrums. Mont Fleuri galt zu Kolonialzeiten als „Lower Middle Class“ Stadtteil. Heute befinden sich im Bezirk die großen Bildungseinrichtungen des Landes, darunter das Polytechnic College, Teachers Training College sowie die Französische und die Internationale Schule sowie andere Ausbildungsstätten. Weitere öffentliche Einrichtungen sind das Krankenhaus von Victoria und die Ministerien für Äußeres, Bildung und Umwelt. In Mont Fleuri siedelten entlang des Rochon River ab 1771 die ersten Siedler auf der Insel Mahé. Neben der Fläche auf der Hauptinsel Mahé, gehören die sechs im Sainte Anne Marine National Park liegenden Inseln vor dem Hafen von Victoria zum Bezirk, darunter Sainte Anne und Île au Cerf, auf denen sich Hotels befinden, sowie die Insel Moyenne, die sowohl Bestandteil der Ste Anne Marine Parks ist, wie auch den Status als eigenständigen Nationalpark besitzt. Eine Sehenswürdigkeit in Mont Fleuri ist der nach dem Bezirk benannte Botanische Garten.